# Brakel (Germania)
Brakel è una città di 16 195 abitanti della Renania Settentrionale-Vestfalia, in Germania.
Appartiene al distretto governativo (Regierungsbezirk) di Detmold ed al circondario (Kreis) di Höxter (targa HX).